# Stupava (přírodní rezervace)
Stupava byla přírodní rezervace ev. č. 1969 západně od města Hodonín v okrese Hodonín. Nařízením č. 5/2016 Jihomoravského kraje ze dne 19. května 2016 byla s účinností od 1. září 2016 přírodní rezervace Stupava zrušena, stejně jako její vyhlašovací dokumentace – Nařízení č. 6/96 Okresního úřadu v Hodoníně. Důvodem zrušení PR byla skutečnost, že celé její území bylo zahrnuto do nové národní přírodní památky Hodonínská Dúbrava, vyhlášené roku 2014.
Hodnota území spočívá ve vysoké mikroekologické rozrůzněnosti stanovišť dané střídáním různě mocných vrstev písku a jílu s různou vlhkostí. Díky tomu zde existuje výjimečně bohatá flóra vyznačující se velkými kontrasty ve výskytu rostlin, jejichž ekologické nároky jsou velmi rozdílné. Společenstvo teplomilné doubravy, které se zde vyskytuje, je endemické pro panonskou oblast střední Evropy. Vysoký počet rostlinných druhů zahrnuje množství zvláště chráněných nebo jinak významných druhů, z nichž některé zde mají jedinou nebo jednu z mála lokalit výskytu na Moravě či v České republice. Na rostlinná společenstva navazuje významná složka zoologická (zejména hmyz).
Území je na seznamu mokřadních lokalit ČR nadregionálního významu v rámci Ramsarské konvence a má vysokou hodnotu jako genofondová a studijní plocha.